# Championnat de Russie de football de troisième division 2018-2019
Navigation
Édition précédente Édition suivante
La saison 2018-2019 de PFL est la vingt-septième édition de la troisième division russe. C'est la huitième édition à suivre un calendrier « automne-printemps » à cheval sur deux années civiles. Elle prend place du 18 juillet 2018 au 2 juin 2019, et comprend une trêve hivernale de mi-saison allant du mois d'octobre ou novembre 2018 à mars ou avril 2019, en fonction de chaque groupe.
Cinquante-neuf clubs du pays sont divisés en cinq zones géographiques (Centre, Est, Ouest, Oural-Privoljié, Sud) contenant entre six et quinze équipes chacune, où ils s'affrontent deux à quatre fois, à domicile et à l'extérieur. En fin de saison, le vainqueur de chaque zone est directement promu en deuxième division tandis que le dernier est relégué en quatrième division amateur. Il faut cependant noter que cette relégation est rarement effective dans les faits étant donné le nombre réduit d'équipes participantes, les clubs finissant derniers n'ayant en réalité qu'à renouveler leur licence professionnelle pour rester dans la compétition pour la saison suivante.

## Compétition

### Règlement
Le classement est établi sur le barème de points suivant : trois points pour une victoire, un pour un match nul et aucun pour une défaite. Pour départager les équipes à égalité de points, les critères suivants sont utilisés :
1. Confrontations directes (points, matchs gagnés, différence de buts, buts marqués, buts marqués à l'extérieur)
2. Nombre de matchs gagnés
3. Différence de buts générale
4. Buts marqués (général)
5. Buts marqués à l'extérieur (général)

### Zone Centre

#### Participants
Quatorze équipes participent au groupe Centre, onze d'entre elles étant déjà présentes la saison précédente tandis que trois autres ont été promues, celles-ci étant le Kvant Obninsk, l'équipe réserve du FK Khimki ainsi que le Saliout Belgorod, qui est recréé après la disparition de l'Energomach Belgorod à l'issue de la saison 2017-2018.
Le Metallourg Lipetsk, le FK Kalouga et FK Riazan sont les clubs présents depuis longtemps, évoluant au troisième échelon depuis la saison 2010. Suivent ensuite le Dinamo Briansk et le Stroguino Moscou, présents depuis 2013.
Légende des couleurs
- Promu de quatrième division

| Club                | D3 depuis | Classement 2017-2018 |
| ------------------- | --------- | -------------------- |
| FK Riazan           | 2010      | 3                    |
| Zorki Krasnogorsk   | 2017      | 4                    |
| Metallourg Lipetsk  | 2010      | 5                    |
| Torpedo Moscou      | 2015      | 6                    |
| Sokol Saratov       | 2017      | 7                    |
| Saturn Ramenskoïe   | 2016      | 8                    |
| Stroguino Moscou    | 2013      | 9                    |
| Dinamo Briansk      | 2013      | 10                   |
| Khimik Novomoskovsk | 2017      | 11                   |
| FK Kalouga          | 2010      | 12                   |
| Rotor-2 Volgograd   | 2017      | 13                   |
| Kvant Obninsk       | 2018      | 1 (D4, Podmoskovié)  |
| FK Khimki-2         | 2018      | 8 (D4, Moscou)       |
| Saliout Belgorod    | 2018      | Refondation          |

#### Classement
| Rang | Équipe              | Pts | J  | G  | N  | P  | Bp | Bc | Diff |
| ---- | ------------------- | --- | -- | -- | -- | -- | -- | -- | ---- |
| 1    | Torpedo Moscou      | 65  | 26 | 20 | 5  | 1  | 48 | 17 | +31  |
| 2    | Sokol Saratov       | 58  | 26 | 18 | 4  | 4  | 49 | 18 | +31  |
| 3    | Metallourg Lipetsk  | 51  | 26 | 15 | 6  | 5  | 47 | 25 | +22  |
| 4    | Dinamo Briansk      | 48  | 26 | 15 | 3  | 8  | 40 | 21 | +19  |
| 5    | Zorki Krasnogorsk   | 37  | 26 | 10 | 7  | 9  | 40 | 34 | +6   |
| 6    | FK Kalouga          | 36  | 26 | 10 | 6  | 10 | 30 | 29 | +1   |
| 7    | Khimik Novomoskovsk | 32  | 26 | 9  | 5  | 12 | 24 | 33 | -9   |
| 8    | FK Riazan           | 32  | 26 | 8  | 8  | 10 | 26 | 31 | -5   |
| 9    | Kvant Obninsk P     | 31  | 26 | 7  | 10 | 9  | 35 | 36 | -1   |
| 10   | Saliout Belgorod P  | 31  | 26 | 7  | 10 | 9  | 26 | 30 | -4   |
| 11   | Rotor-2 Volgograd   | 30  | 26 | 9  | 3  | 14 | 30 | 47 | -17  |
| 12   | Saturn Ramenskoïe   | 23  | 26 | 5  | 8  | 13 | 23 | 40 | -17  |
| 13   | Stroguino Moscou    | 17  | 26 | 5  | 2  | 19 | 21 | 45 | -24  |
| 14   | FK Khimki-2 P       | 14  | 26 | 1  | 11 | 14 | 22 | 55 | -33  |

Promotion en deuxième division
- 1er : promotion

Abréviations
- P : Promu de quatrième division

### Zone Est
La zone Est est réorganisée durant l'intersaison avec l'idée de la diviser en deux sous-groupes : Sibérie et Extrême-Orient. Du fait du manque de participants à une éventuelle sous-ligue d'Extrême-Orient, virtuellement seuls le Smena Komsomolsk-sur-l'Amour et le Sakhaline Ioujno-Sakhalinsk, la PFL décide de ne jouer que la sous-ligue de Sibérie, qui devient de fait l'unique zone Est. Le choix est offert aux deux clubs lésés de déménager leurs matchs dans ce secteur, une offre que seul le Sakhaline accepte, jouant ses matchs à domicile à Tomsk, tandis que le Smena se retrouve obligé de se retirer de la compétition,.

#### Participants
Un total de six équipes prennent part au groupe Est, toutes situées dans le district fédéral sibérien. Le FK Tchita évolue en troisième division depuis le plus longtemps, étant présent depuis la saison 2010, suivi de l'Irtych Omsk arrivé l'année suivante. Les clubs restants sont quant à eux présents depuis 2014 au plus tard. La seule équipe promue est l'équipe réserve du Sibir Novossibirsk qui remplace le Smena Komsomolsk-sur-l'Amour.
Légende des couleurs
- Promu de quatrième division

| Club                        | D3 depuis | Classement 2017-2018 |
| --------------------------- | --------- | -------------------- |
| Sakhaline Ioujno-Sakhalinsk | 2015      | 1                    |
| Dinamo Barnaoul             | 2014      | 3                    |
| FK Tchita                   | 2010      | 4                    |
| Zénith Irkoutsk             | 2016      | 5                    |
| Irtych Omsk                 | 2011      | 6                    |
| Sibir-2 Novossibirsk        | 2018      | Refondation          |

#### Classement
| Rang | Équipe                        | Pts  | J  | G  | N | P  | Bp | Bc | Diff |
| ---- | ----------------------------- | ---- | -- | -- | - | -- | -- | -- | ---- |
| 1    | Irtych Omsk                   | 45   | 20 | 14 | 3 | 3  | 38 | 12 | +26  |
| 2    | Sakhaline Ioujno-Sakhalinsk , | 44-3 | 20 | 14 | 5 | 1  | 41 | 15 | +26  |
| 3    | Zénith Irkoutsk               | 28   | 20 | 7  | 7 | 6  | 21 | 20 | +1   |
| 4    | Dinamo Barnaoul               | 20   | 20 | 4  | 8 | 8  | 20 | 27 | -7   |
| 5    | FK Tchita                     | 14   | 20 | 3  | 5 | 12 | 19 | 34 | -15  |
| 6    | Sibir-2 Novossibirsk P        | 11   | 20 | 3  | 2 | 15 | 16 | 47 | -31  |

Relégation en quatrième division
- 6e : disparition

Abréviations
- P : Promu de quatrième division

1. ↑  Initialement deuxième à l'issue de la saison, l'Irtych Omsk passe finalement en première position à la suite de la pénalité infligée au Sakhaline Ioujno-Sakhalinsk. Celui-ci n'est cependant pas autorisé à monter en deuxième division[6].
2. ↑  Terminant initialement premier à l'issue de la saison, le Sakhaline Ioujno-Sakhalinsk refuse de prendre part à la deuxième division[7].
3. ↑  Le Sakhaline Ioujno-Sakhalinsk se voit retirer trois points après la fin de la saison en raison de dettes impayées, le faisant passer de la première à la deuxième place[8].
4. ↑  Le Sibir-2 disparaît à l'issue de la saison en raison de la dissolution du Sibir Novossibirsk, son club-parent.

### Zone Ouest

#### Participants
Un total de treize équipes participent au groupe Ouest, onze d'entre elles étant déjà présentes la saison précédente tandis que deux autres ont été promues, celles-ci étant l'équipe réserve du Tchertanovo Moscou et le FK Leningradets, fondé en remplacement du défunt FK Tosno.
Le Tekstilchtchik Ivanovo et le Znamia Trouda Orekhovo-Zouïevo sont les deux doyens du groupe, les deux étant présents depuis la saison 2007. Suivent ensuite le Pskov-747, arrivé l'année suivante, puis le Dniepr Smolensk, qui évolue au troisième échelon depuis 2009.
Légende des couleurs
- Promu de quatrième division

| Club                           | D3 depuis | Classement 2017-2018 |
| ------------------------------ | --------- | -------------------- |
| Tekstilchtchik Ivanovo         | 2007      | 2                    |
| Kazanka Moscou                 | 2017      | 3                    |
| Veles Moscou                   | 2017      | 4                    |
| FK Dolgoproudny                | 2012      | 6                    |
| Pskov-747                      | 2008      | 7                    |
| Torpedo Vladimir               | 2013      | 8                    |
| FK Mourom                      | 2017      | 9                    |
| Louki-Energia Velikié Louki    | 2017      | 11                   |
| Dniepr Smolensk                | 2009      | 12                   |
| FK Kolomna                     | 2013      | 13                   |
| Znamia Trouda Orekhovo-Zouïevo | 2007      | 14                   |
| Tchertanovo-2 Moscou           | 2018      | 12 (D4, Moscou)      |
| FK Leningradets                | 2018      | Fondation            |

#### Classement
| Rang | Équipe                         | Pts | J  | G  | N | P  | Bp | Bc | Diff |
| ---- | ------------------------------ | --- | -- | -- | - | -- | -- | -- | ---- |
| 1    | Tekstilchtchik Ivanovo         | 55  | 24 | 17 | 4 | 3  | 42 | 20 | +22  |
| 2    | Kazanka Moscou                 | 52  | 24 | 16 | 4 | 4  | 53 | 27 | +26  |
| 3    | Veles Moscou                   | 49  | 24 | 15 | 4 | 5  | 44 | 18 | +26  |
| 4    | FK Dolgoproudny                | 40  | 24 | 12 | 4 | 8  | 43 | 21 | +22  |
| 5    | FK Leningradets P              | 37  | 24 | 11 | 4 | 9  | 32 | 28 | +4   |
| 6    | FK Mourom                      | 36  | 24 | 10 | 6 | 8  | 39 | 37 | +2   |
| 7    | Znamia Trouda Orekhovo-Zouïevo | 34  | 24 | 10 | 4 | 10 | 29 | 27 | +2   |
| 8    | Torpedo Vladimir               | 33  | 24 | 9  | 6 | 9  | 31 | 27 | +4   |
| 9    | Pskov-747                      | 29  | 24 | 9  | 2 | 13 | 34 | 42 | -8   |
| 10   | Louki-Energia Velikié Louki    | 29  | 24 | 8  | 5 | 11 | 22 | 24 | -2   |
| 11   | FK Kolomna                     | 21  | 24 | 6  | 3 | 15 | 26 | 56 | -30  |
| 12   | Dniepr Smolensk                | 14  | 24 | 4  | 2 | 18 | 16 | 59 | -43  |
| 13   | Tchertanovo-2 Moscou P         | 13  | 24 | 3  | 4 | 17 | 26 | 51 | -25  |

Promotion en deuxième division
- 1er : promotion

Relégation en quatrième division
- 12e et 13e : rétrogradation

Abréviations
- P : Promu de quatrième division

1. ↑  Le Dniepr Smolensk se retire de la compétition à la fin du mois de mars 2019 en raison d'un manque de financement. Ses matchs restants sont comptés comme des défaites techniques sur le score de 3-0 en faveur de l'adversaire[10].
2. ↑  L'équipe réserve du Tchertanovo Moscou se retire de la compétition à l'issue de la saison.

### Zone Oural-Privoljié
Le groupe Oural-Privoljié est divisé en deux phases distinctes. La première voit les onze équipes s'affronter entre elles à deux reprises pour un total de vingt matchs joués chacune. À l'issue de ces rencontres, le groupe est divisé en deux sous-groupes nommés A et B, le premier contenant les six premiers au classement à l'issue de la première phase, tandis que le deuxième accueille les cinq derniers. Les équipes de chaque groupe s'affrontent ensuite une fois pour déterminer le classement final, donnant un total de 25 matchs pour les équipes du groupe A et 24 pour celles du groupe B. L'intégralité des statistiques de la première phase sont conservées au sein du groupe A, tandis que le groupe B ne conserve que celles issues des matchs entre les cinq participants du groupe.

#### Participants
Un total de onze équipes prennent part au groupe Oural-Privoljié, neuf d'entre elles étant déjà présentes la saison précédente tandis que deux autres ont été promues, celles-ci étant l'équipe réserve du FK Oufa et le Zvezda Perm, qui est reformé après la disparition de l'Amkar Perm durant l'intersaison.
Le FK Tcheliabinsk en est de loin le doyen, y évoluant sans interruption depuis la saison 1998. Suivent ensuite le Volga Oulianovsk, présent depuis 2009, et le Nosta Novotroïtsk, qui arrive la saison suivante.
Légende des couleurs
- Promu de quatrième division

| Club                     | D3 depuis | Classement 2017-2018 |
| ------------------------ | --------- | -------------------- |
| FK Tcheliabinsk          | 1998      | 2                    |
| Syzran-2003              | 2011      | 3                    |
| Kamaz Naberejnye Tchelny | 2016      | 4                    |
| Zénith Ijevsk            | 2011      | 5                    |
| Neftekhimik Nijnekamsk   | 2017      | 6                    |
| Volga Oulianovsk         | 2009      | 7                    |
| Nosta Novotroïtsk        | 2010      | 8                    |
| Lada Togliatti           | 2012      | 9                    |
| Oural-2 Iekaterinbourg   | 2017      | 10                   |
| FK Oufa-2                | 2018      | Refondation          |
| Zvezda Perm              | 2018      | Refondation          |

#### Première phase
| Rang | Équipe                   | Pts | J  | G  | N | P  | Bp | Bc | Diff |
| ---- | ------------------------ | --- | -- | -- | - | -- | -- | -- | ---- |
| 1    | Neftekhimik Nijnekamsk   | 48  | 20 | 15 | 3 | 2  | 40 | 12 | +28  |
| 2    | Kamaz Naberejnye Tchelny | 38  | 20 | 11 | 5 | 4  | 36 | 18 | +18  |
| 3    | Syzran-2003              | 35  | 20 | 11 | 2 | 7  | 25 | 18 | +7   |
| 4    | Volga Oulianovsk         | 33  | 20 | 10 | 3 | 7  | 22 | 17 | +5   |
| 5    | Zvezda Perm P            | 33  | 20 | 9  | 6 | 5  | 32 | 28 | +4   |
| 6    | Nosta Novotroïtsk        | 30  | 20 | 9  | 3 | 8  | 31 | 31 | 0    |
| 7    | Zénith Ijevsk            | 22  | 20 | 5  | 7 | 8  | 19 | 24 | -5   |
| 8    | FK Tcheliabinsk          | 21  | 20 | 5  | 6 | 9  | 20 | 19 | +1   |
| 9    | Oural-2 Iekaterinbourg   | 21  | 20 | 5  | 6 | 9  | 29 | 36 | -7   |
| 10   | Lada Togliatti           | 14  | 20 | 3  | 5 | 12 | 15 | 39 | -24  |
| 11   | FK Oufa-2 P              | 10  | 20 | 2  | 4 | 14 | 12 | 39 | -27  |

Qualifications
- 1er à 6e : qualification pour le groupe A
- 7e à 11e : qualification pour le groupe B

Abréviations
- P : Promu de quatrième division

#### Deuxième phase

##### Groupe A
| Rang | Équipe                   | Pts | J  | G  | N | P  | Bp | Bc | Diff |
| ---- | ------------------------ | --- | -- | -- | - | -- | -- | -- | ---- |
| 1    | Neftekhimik Nijnekamsk   | 63  | 25 | 20 | 3 | 2  | 53 | 14 | +39  |
| 2    | Kamaz Naberejnye Tchelny | 45  | 25 | 13 | 6 | 6  | 44 | 25 | +19  |
| 3    | Syzran-2003              | 41  | 25 | 13 | 2 | 10 | 32 | 30 | +2   |
| 4    | Volga Oulianovsk         | 37  | 25 | 11 | 4 | 10 | 26 | 25 | +1   |
| 5    | Nosta Novotroïtsk        | 37  | 25 | 11 | 4 | 10 | 39 | 43 | -4   |
| 6    | Zvezda Perm P            | 37  | 25 | 10 | 7 | 8  | 39 | 34 | +5   |

- 1er : promotion en deuxième division
- 3e : rétrogradation

Abréviations
- P : Promu de quatrième division

1. ↑  Le Syzran-2003 se retire de la compétition à l'issue de la saison[12].

##### Groupe B
| Rang | Équipe                 | Pts | J  | G | N | P | Bp | Bc | Diff |
| ---- | ---------------------- | --- | -- | - | - | - | -- | -- | ---- |
| 7    | Zénith Ijevsk          | 20  | 12 | 5 | 5 | 2 | 19 | 14 | +5   |
| 8    | FK Oufa-2 P            | 17  | 12 | 4 | 5 | 3 | 20 | 16 | +4   |
| 9    | FK Tcheliabinsk        | 17  | 12 | 4 | 5 | 3 | 18 | 12 | +6   |
| 10   | Oural-2 Iekaterinbourg | 16  | 12 | 4 | 4 | 4 | 22 | 14 | +8   |
| 11   | Lada Togliatti         | 9   | 12 | 2 | 3 | 7 | 10 | 33 | -23  |

Abréviations
- P : Promu de quatrième division

### Zone Sud

#### Participants
Un total de quinze équipes prennent part au groupe Sud, douze d'entre elles étant déjà présentes la saison précédente. Elles sont rejointes par le Volgar Astrakhan, relégué de deuxième division pour des raisons financières, ainsi que par la troisième équipe du FK Krasnodar et l'Ourojaï Krasnodar, qui font leurs débuts dans la compétition.
Le Droujba Maïkop est de loin le doyen du groupe, y évoluant sans interruption depuis la saison 1999. Suivent ensuite le Machouk-KMV Piatigorsk, présent depuis saison 2009, et le Biolog-Novokoubansk, arrivé en 2012.
Légende des couleurs
- Relégué de deuxième division
- Promu de quatrième division

| Club                       | D3 depuis | Classement 2017-2018 |
| -------------------------- | --------- | -------------------- |
| Volgar Astrakhan           | 2018      | 10 (D2)              |
| Tchaïka Pestchanokopskoïe  | 2016      | 3                    |
| Tchernomorets Novorossiisk | 2012      | 5                    |
| Droujba Maïkop             | 1999      | 6                    |
| Spartak Naltchik           | 2017      | 7                    |
| SKA Rostov                 | 2015      | 8                    |
| Legion-Dinamo Makhatchkala | 2016      | 9                    |
| Akademia Rostov            | 2017      | 10                   |
| Machouk-KMV Piatigorsk     | 2009      | 11                   |
| Biolog-Novokoubansk        | 2011      | 12                   |
| Spartak Vladikavkaz        | 2014      | 13                   |
| Dinamo Stavropol           | 2015      | 14                   |
| Angoucht Nazran            | 2014      | 15                   |
| FK Krasnodar-3             | 2018      | 11 (D5, Krasnodar)   |
| Ourojaï Krasnodar          | 2018      | Fondation            |

#### Classement
| Rang | Équipe                     | Pts | J  | G  | N  | P  | Bp | Bc | Diff |
| ---- | -------------------------- | --- | -- | -- | -- | -- | -- | -- | ---- |
| 1    | Tchaïka Pestchanokopskoïe  | 67  | 28 | 20 | 7  | 1  | 61 | 16 | +45  |
| 2    | Ourojaï Krasnodar P        | 67  | 28 | 20 | 7  | 1  | 47 | 19 | +28  |
| 3    | Volgar Astrakhan R         | 59  | 28 | 18 | 5  | 5  | 48 | 22 | +26  |
| 4    | Tchernomorets Novorossiisk | 52  | 28 | 16 | 4  | 8  | 55 | 23 | +32  |
| 5    | Droujba Maïkop             | 45  | 28 | 15 | 0  | 13 | 33 | 36 | -3   |
| 6    | Spartak Naltchik           | 43  | 28 | 11 | 10 | 7  | 39 | 29 | +10  |
| 7    | Legion-Dinamo Makhatchkala | 42  | 28 | 11 | 9  | 8  | 30 | 21 | +9   |
| 8    | Biolog-Novokoubansk        | 37  | 28 | 11 | 4  | 13 | 32 | 39 | -7   |
| 9    | Dinamo Stavropol           | 34  | 28 | 10 | 4  | 14 | 36 | 48 | -12  |
| 10   | Spartak Vladikavkaz        | 30  | 28 | 8  | 6  | 14 | 34 | 41 | -7   |
| 11   | Machouk-KMV Piatigorsk     | 29  | 28 | 7  | 8  | 13 | 31 | 40 | -9   |
| 12   | FK Krasnodar-3 P           | 28  | 28 | 7  | 7  | 14 | 37 | 51 | -14  |
| 13   | SKA Rostov                 | 24  | 28 | 5  | 9  | 14 | 19 | 33 | -14  |
| 14   | Angoucht Nazran            | 18  | 28 | 3  | 9  | 16 | 15 | 44 | -29  |
| 15   | Akademia Rostov            | 9   | 28 | 2  | 3  | 23 | 11 | 66 | -55  |

Promotion en deuxième division
- 1er : promotion

Relégation en quatrième division
- 14e : relégation
- 15e : abandon

Abréviations
- R : Relégué de deuxième division
- P : Promu de quatrième division

1. ↑  Le 2 juillet 2021, la fédération russe de football reconnaît la rencontre entre le Tchaïka Pestchanokopskoïe et l'Angoucht Nazran comme étant un match truqué. En conséquence, le résultat initial, qui était une victoire 3-1 du Tchaïka, est annulé et changé en défaite technique 3-0[14].
2. ↑  L'Angoucht Nazran quitte volontairement la compétition à l'issue de la saison pour des raisons financières[15].
3. ↑  L'Akademia Rostov se retire de la compétition au mois de mars 2019 pour des raisons financières[16]. Ses matchs restants sont comptés comme des défaites techniques sur le score de 3-0 en faveur de l'adversaire.